# Cimitirul Louyat
Cimitirul Louyat este cimitirul municipal din Limoges. Prezentat în mod greșit ca fiind unul dintre cele mai mari din Europa, acest cimitir este unul dintre cele mai mari din Franța. Deschis în 1806, este principalul cimitir al municipiului Limoges (care are alte două cimitire mici, cel al Landouge și cel al Beaune-les-Mines).